# Jörg Sydow
Jörg Sydow (* 10. März 1955) ist ein deutscher Wirtschaftswissenschaftler und Professor an der Freien Universität Berlin.

## Leben
Sydow studierte Betriebswirtschaftslehre und Management Science an der Freien Universität Berlin sowie am Imperial College London. An der Freien Universität Berlin erfolgte auch seine Promotion und Habilitation. Von 1991 bis 1995 war er als Professor für Betriebswirtschaftslehre mit dem Schwerpunkt Planung und Organisation an der Bergischen Universität Wuppertal tätig. Seit 1995 ist Sydow Professor für Allgemeine Betriebswirtschaftslehre, insbesondere Unternehmenskooperation an der FU Berlin. Einen Ruf an die Wirtschaftsuniversität Wien hat er 1996 abgelehnt.
Sydow übernahm mehrere Gastprofessuren: Wirtschaftsuniversität Wien (WS 1996/97), Universität Innsbruck (WS 1999/00), University of Arizona (WS 2004/05), University of New South Wales (WS 2009/10) sowie mehrfach an der University of Strathclyde (2008–2016).
Das Handelsblatt zählt Sydow zu den besten Betriebswirten im deutschsprachigen Raum.

## Monografien
- mit Peter Conrad: Organisationsklima (Reihe Mensch und Organisation Band 10), Berlin und New York 1984, ISBN 978-3-11-009945-4.
- Der soziotechnische Ansatz der Arbeits- und Organisationsgestaltung – Darstellung, Kritik, Weiterentwicklung (= Dissertation), Frankfurt und New York 1985, ISBN 978-3-59333485-1.
- Organisationsspielraum und Büroautomation (Reihe Mensch und Organisation Band 11), Berlin und New York 1985, ISBN 978-3-11-010576-6.
- Strategische Netzwerke – Evolution und Organisation (= Habilitationsschrift), Wiesbaden 1992, ISBN 3-409-13947-8.
- Wolfgang H. Staehle: Management, München 1980 (ab 7. Auflage 1994 bearbeitet von Peter Conrad und Jörg Sydow, zuletzt: 8. Auflage 1999), ISBN 978-3-8006-2344-0.
- mit Arnold Windeler, Michael Krebs, Achim Loose und Bennet van Well: Organisation von Netzwerken, Opladen 1995, ISBN 978-3-531-12745-3.
- mit Stephan Duschek, Guido Möllering und Markus Rometsch: Kompetenzentwicklung in Netzwerken – eine typologische Studie, Wiesbaden 2003, ISBN 978-3-531-14091-9.
- mit Guido Möllering: Produktion in Netzwerken: Make, Buy & Cooperate, München 2004 (zuletzt: 3. Auflage 2015), ISBN 978-3-8006-5049-1.
- mit Stephan Duschek: Management interorganisationaler Beziehungen – Netzwerke, Cluster, Allianzen, Stuttgart 2011, ISBN 978-3-17-020959-6.
- mit Rolf A. Lundin, Niklas Arvidsson, Tim Brady, Eskil Eksted und Christophe Midler: Managing and Working in Project Society – Institutional Challenges of Temporary Organizations, Cambridge 2015
- mit Elke Schüßler und Gordon Müller-Seitz: Managing Inter-organizational Relations – Debates and Cases, London 2016
- mit Timo Braun: Projektmanagement und temporäres Organisieren, Stuttgart 2019, ISBN 978-3-17-032595-1.